# Гавриїл з Білостока

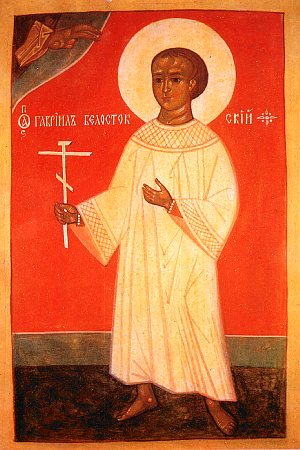
Ікона «мученика-дитятки Гавриїла Білостокського»

Гавриїл з Білостока або Гавриїл Заблудівський (справжнє ім'я Гавриїл Петрович Говдель; 22 березня (2 квітня) 1684 — 20/30 квітня 1690) — православний святий, мученик.
Канонізований у 1820 році Константинопольським патріархатом. Його культ присутній переважно серед православних християн Підляшшя та Білорусі.

## Практика юдаїзму відносно крові і жертвопринесень
Описи тортур і людських жертвопринесень в передбачуваних ритуальних вбивствах суперечать багатьом фактичним положенням юдаїзму. Насамперед, заборона на вбивство міститься в десяти заповідях Тори. Крім того, використання крові (людської чи будь-який інший) в приготуванні їжі суворо заборонено кашрутом. Кров і будь-які інші виділення людського організму є ритуально нечистими (Лев.15). Кров убитих тварин не може вживатися в їжу, вона повинна бути виведена з тіла тварини і похована (Лев.17 :12 −13). Згідно з Книгою Левит, кров жертовної тварини (але не людини) може бути використана лише на жертовнику Єрусалимського храму (який до часу приписуваних подій вже не існував сотні років).
У той час як жертвопринесення тварин дійсно практикувалися в стародавньому юдаїзмі, Танах (Старий Завіт) і Галаха зображують людські жертвоприношення як одне з зол, що відокремлюють язичників Ханаану від євреїв (Втор.12 : 31 , 2 Цар.16 : 3). Євреям заборонялося брати участь у цих ритуалах (Вих. 34 : 15, Лев.20 : 2, Втор.18 : 12, Єр.7 : 31). Фактично, вимога ритуальної чистоти забороняла навіть знаходження священиків (коенів) в одній кімнаті з людським трупом (Лев.21 : 11). Нащадкам коенів, згідно з релігійними канонами, Галаха забороняє навіть заходити на цвинтар.

## Життєпис

### Вбивство
У виданій в 1815 році 6-й частини «Історії російської ієрархії» архімандрит Амвросій (Орнатський) (майбутній єпископ Пензенський і Саратовський) з посиланням на монастирські записки Слуцького Свято-Троїцького монастиря повідомляв, що Гавриїл народився в 1684 році в селі Звірків поблизу міста Заблудова, а в 1690 році був викрадений євреєм-орандарем з того ж села, замучений і викинутий в поле на поживу птахам (при ритуальних вбивствах тіло жертви зазвичай злочинці не ховають, а виносять у якесь місце де принаймні інколи бувають люди).

У такому ж вигляді історія Гавриїла з Білостока переказана в «Словнику історичному про святих, прославлених в Російській Церкві, і про деякі подвижників благочестя, місцево шанованих» (С.-Петербург, 1862). Одним з найбільш ранніх збережених джерел, що оповідають про Гавриїла, є силабічні вірші, розміщені на його гробниці: 

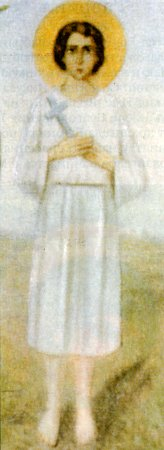
Гавриїл Білостоцький. Фрагмент розпису Жировицького монастиря. XIX ст. Білорусь

|  | Жидъ арендарь изъ Звѣрковъ Выбравши годину, Апрѣля одиннадцатого Схватил мя дѣтину На свой возъ и завезли До Бѣлого Стоку, Гдѣ первѣе кровь мою Пущали изъ боку; A потомъ мя вкинувши До темнаго ліоху, Пудцадлами стощали Кровь съ мене по троху. Жидъ арендарь изъ Звѣрковъ Шутко прозывался, Мучили, поки съ Бресци Весь кагалъ собрался. Собравшися шайками Вездѣ мя ранили, Ажъ даже конечнѣе Кровь съ мене стащили. Умертвивши, на части Не дробили тѣло, Ho на ниву у жито Выкинули цѣло |

|  | Орандар — жид із Звєрків, Вибравши годину, Квітня одинадцятого Схопив мене, дитину На свій віз і завезли До Білого Стоку, Де спочатку кров мою Пускали із боку; A потім, мене вкинувши До темного льоху, Пудцадлами спускали Кров з мене потроху. Жид-орандар зі Звєрків Шутко прозивався, Мучили, поки з Берестя Весь кагал зібрався. Зібравшися шайками Скрізь мене поранили, Аж навіть на кінцівках Кров з мене сточили. Умертвивши, на частини Не дробили тіло, А на ниву у жито Викинули цілим. |

У виданій у 1913 році й приписуваній В. Далю брошурі «Записка про ритуальні вбивства» повідомляється, що в «Мінській губернії, біля Слуцька, в Свято-Троїцькому монастирі, спочивать мощі немовляти Гавриїла, замученого в 1690 році жидами. У написі розказані всі подробиці цієї події; лиходійство скоєно в Білостоку, труп знайдений в густому хлібі, із звичайними в цих випадках знаками. Собаки відкрили гавкотом своїм тіло немовляти, визнаного згодом місцевим угодником. На честь йому складені молебні пісні, відомі під назвою тропаря і кондака. Єврей, орендар Шутко, був головний убивця. Про судове провадження в цій справі пам'яток не залишилося через пожежі».
Визнання немовляти Гавриїла місцевим угодником здійснили греко-католики.
На офіційному порталі Білоруського екзархату РПЦ, а також в Православної енциклопедії, біографія Гавриїла наводиться з низкою інших подробиць. Повідомляється, що Гавриїл народився 22 березня (2 квітня) 1684 в селі Звірків, поблизу містечка Заблудіва під Білостоком в тодішній Річи Посполитій, нині — Польща, в сім'ї православних селян Петра і Анастасії Говдель (за іншими даними — в сім'ї греко-католиків).
11 квітня 1690, в той час, як мати дитини носила обід у поле його батькові, залишений без нагляду шестирічний хлопчик зник, а кілька днів по тому був виявлений мертвим у полі. Під час відсутності батьків місцевий жид-рендар, Шутко, приголубивши дитину, відвіз його з собою в Білосток, де (у ряді версій спільно з іншими місцевими жидами) дев'ять днів піддавав хлопчика ритуальним катуванням, що імітували страсті Христові: прибив за руки і за ноги до стіни і проколов бік, випустивши таким чином кров. Після смерті дитини його тіло було викинуто мучителям в поле.

### Похоронення
Бродячі собаки не тільки не накинулися на тіло, але і протягом 3 днів відганяли від нього птахів. Батьки Гавриїла відшукали тіло і поховали його в Зблудівському монастирі.

### Віднайдення нетлінних мощей
Через 30 років мощі були знайдені цілими і поставлені в церковний підвал, а 9 травня 1775 були з Заблудова перенесені в Слуцький монастир архімандритом зазначеного монастиря Михайлом Казачинский.
Гавриїл був похований біля цвинтарної церкви в Звіркові. Мученицька смерть його сталася 20 квітня (за юліанським календарем) і святкується зараз 3 травня. 30 років по тому, в 1720-у, під час чергового поховання було випадково зачеплено труну Гавриїла і було виявлено, що тіло його не згнило. Ця звістка рознеслося серед православних і серед грекокатоликів і таким чином спонукало віруючих до почитання мученика. Мощі перенесли в церковну крипту в селі Звірків. В 1746-у ця церква згоріла, але мощі Гавриїла вціліли.
На офіційному порталі Білоруського екзархату РПЦ вказано, що справа про вбивство хлопчика Гавриїла розглядалося в суді Заблудова, і злочинці понесли заслужене покарання: «О сем хто хощет розлого відати, одсилаємо до книг правних магдебургії Заблудівської», — говорить запис того часу.

### Історія канонізації греко-католиками
У 1755 році мощі святого були перенесені хресним ходом в Слуцький Свято-Троїцький монастир. Рака з тілом Гавриїла лежала відкритою, тіло було з колотими ранами. До раки була прикріплена табличка: «Мощі немовляти Гавриїла Гавделюченко з села Звірків графства Заблудовськаго, народженого 1684, 22 березня дня, а замученнаго жидами в Білому Стоку 1690, 20 квітня дня. Про сем, хто хощет пространнее ведати, відсилається до книг правних магдебургії Слуцька. 1755, 9 травня дня, за благополучним князюванням світлого князя Ієронима».

### Історія канонізації православними
У 1793 році, при другому розділі Польщі, Слуцьк увійшов до складу Російської імперії як повітове місто Мінської губернії. Почалися гоніння на греко-католиків, але це не розповсюдилося дивовижним чином на їх святого мученика Гавриїла з Білостока, якого народ і перейшовши переважно в православ'я продовжував вшановувати. Повідомляється, що наприкінці 19 століття вшанування Гавриїла при православних набуло особливого поширення в Литовській і Гродненській єпархіях; до якого пізніше приєдналося публічно й єпархіальне началство. В 1893 р. зокрема ним було наказано мати ікони Гавриїла у всіх церквах тих єпархій; в 1894 р. була влаштована каплиця на передбачуваному місці хати Петра Говделенка в Звіркові, і був заснований (чи, вірніше, продовжений) щорічний хресний хід із Заблудова в Звірків 20 квітня, у 1895 р. була освячена церква в ім'я Слуцького мученика в містечку Друскініки Гродненського повіту.
Напис «Служба Святому мученику немовляті Гавриїлу, в рік Господній 1690-ий від жидів замученого в Білостоці граді, егоже нетлінниє мощі у граді Слуцьку до днесь спочивають» з'явився пізніше, в 1908 році, (складений архієпископом Волинським і Житомирським Антонієм (Храповицьким)).
У 1915 році священик І. Захватів виставив фрагмент мощей Гавриїла для поклоніння в Соборі Василя Блаженного в Москві. У 1919 році ряд кліриків собору за вчинення молебнів перед цими мощами були притягнуті до кримінальної відповідальності за звинуваченням в «антисемітській агітації».
За свідченням Православної енциклопедії, Гавриїл з Білостока вшановується як покровитель дітей, його пам'ять вшановується 20 квітня (3 травня) і 9 (22) травня. Церква повідомляє про численні випадки зцілення від мощей Гавриїла.

### XX—XXI століття
На суді по «Справі Бейліса» звинувачення згадувало про мощі Гавриїла.
У 1930-х роках Троїцький Слуцький монастир, де зберігалися мощі Гавриїла, був закритий, а останки Гавриїла перенесені в Музей атеїзму Мінська. У період німецької окупації Білорусі культ Гавриїла Білостоцького був відновлений. Його мощі з музею атеїзму були перенесені до кафедрального Преображенський собору Мінська. У селі Заблудові на гроші окупаційних німецьких властей була побудована церква, де розмістили частину мощей. В 1944-у при відступі німці допомогли організувати перевезення мощей з Мінська в Гродно до церкви Покрова Божої Матері, де вони перебували в підвалі до 1992 року.
У 1992 році з благословення Патріаршого Екзарха Білорусі митрополита Філарета (Вахромєєва) мощі були передані Польській православній церкві. Архієпископ Білостоцько-Гданський Сава (митрополит Варшавський і всієї Польщі) (що став в 1998-у предстоятелем Польської православної церкви) урочисто переніс їх у Свято-Нікольський собор Білостока, де вони і в даний час є об'єктом паломництва.
У селі Звірків сьогодні діє жіночий монастир Різдва Пресвятої Богородиці, де побудована церква на честь Гавриїла з Білостока. Це місце також є місцем паломництва для Російської і Польської православних церков, а також для греко-католиків.
У серпні 2012-го Патріарх Московський Кирило під час візиту до Польщі вклонився мощам Гавриїла Білостоцького.

### Критика і заперечення вшанування святого мученика Гавриїла з Білостока
Вшанування Гавриїла Білостоцького часто піддається критиці й запереченням, називаючи його «наклепом на євреїв та пропагандою антисемітизму». Це обґрунтовується тим, що у 1823 році слідчим, які займалися Велізькою справою, не вдалося знайти жодних архівних матеріалів з історії Гавриїла. Зокрема Олександр Панченко вважає, що життєпис Гавриїла не має під собою реальної основи і був видуманий в 1720-ті роки після знаходження мощей. Хоча придумати щось засадничо нове лише через 30 років після вбивства таки неможливо, бо ще жила велика кількість очевидців, принаймні знайдення сколотого тіла Гавриїла. Тим більше нав'язати віруючим культ почитання, котрий зародився спочатку в народі, а вже потім був прийнятим церковною владою, причому в двох різних церквах, історично дещо антагоністичних, греко-католицькою і православною. І матеріали кримінальної справи про ритуальне вбивство Гавриїла (котрі зникли) є тільки частиною архівних даних про мученицьку смерть і почитання святого Гавриїла з Білостока.
Ще в 1975 році Олександр Мень, в одному з інтерв'ю, висловлював надію, що Гавриїл з Білостока і «деякі інші святі» будуть колись деканонізовані: «Я сподіваюся, що ці святі будуть деканонізованими. Процеси деканонізації відомі російському православ'ю».
Відродження шанування Гавриїла Білостоцького згадується як порушення релігійних свобод в доповідях Конгресу США з антисемітизму в 2003, 2004, 2005 и 2006 роках, а також Подкомітетом Конгресу США з іноземних справ. Ці матеріали були також передані в ООН в Управління Верховного комісара ООН у справах біженців (UNHCR).
Федерація єврейських громад Росії (ФЕОР) направила листа голові ВГТРК Олегу Добродєєву з проханням пояснити появу на каналі «Росія-24» історії про Гавриїла з Білостока. Співробітники ФЄОР назвали історію вбивства немовляти Гавриїла «середньовічної міфологією» і висловили здивування.
У 1965-у році Другий Ватиканський собор Католицької церкви видалив ім'я святого мученика Симона з Тренто з католицького мартирологу. Що пізніше зокрема і спричинило розкол РКЦ на модерністів і на традиціоналістів (які зберігають вшанування цього святого).
Ще раніше англіканська церква припинила почитання святого мученика Х'ю з Лінкольна. Хоча цей святий був канонізований РКЦ в Британії, тобто виключити цього святого з католицького мартирологу англіканці не могли, як і Ватикан, бо Х'ю з Лінкольна не є святим усієї РКЦ, лише католиків Британії, правителі предків котрих свого часу порвали зі Святим Престолом. Тобто сьогодні немає тих, хто би мав повноваження позбавити того святого його церковного статусу святості.